# جک استرانگ (فیلم)
جک استرانگ (به انگلیسی: Jack Strong) فیلمی محصول سال ۲۰۱۴ و به کارگردانی ووادیسواف پاسیکوفسکی است.

## گزیدهٔ بازیگران
- ایرنئوش چوپ
- مارچین دوروچینسکی
- مایا اوشتاشفسکا
- یوزف پاووفسکی
- پاتریک ویلسون
- داگمارا دومینچیک
- میروسواف باکا
- کشیشتف گلوبیش
- پاوئو ماواشینسکی
- میخالینا اولشانسکا
- رافائو زاویروخا
- کامیل کولا
- کشیشتف دراچ
- کشیشتف پیه‌چینسکی
- زبیگنیف زاماخوفسکی
- یاتسک کرول